# Colleret
Colleret ist eine französische Gemeinde mit 1.551 Einwohnern (Stand: 1. Januar 2022) im Département Nord in der Region Hauts-de-France. Sie gehört zum Arrondissement Avesnes-sur-Helpe und zum Kanton Fourmies.

## Geographie
Colleret liegt etwa fünf Kilometer östlich von Maubeuge an der Grenze zu Belgien. Umgeben wird Colleret von den Nachbargemeinden Recquignies im Nordwesten und Norden, Marpent im Norden, Jeumont im Norden und Nordosten, Erquelinnes (Belgien) im Nordosten und Osten, Cousolre im Südosten, Aibes und Quiévelon im Süden, Ferrière-la-Petite im Südwesten sowie Cerfontaine im Westen.

## Einwohnerentwicklung
| Jahr                       | 1962 | 1968 | 1975 | 1982 | 1990 | 1999 | 2006 | 2012 | 2020 |
| Einwohner                  | 1610 | 1606 | 1665 | 1627 | 1721 | 1649 | 1639 | 1671 | 1595 |
| Quellen: Cassini und INSEE |      |      |      |      |      |      |      |      |      |

## Sehenswürdigkeiten
- Kirche Saint-Amand aus dem 19. Jahrhundert
- Kapelle Saint-Roch

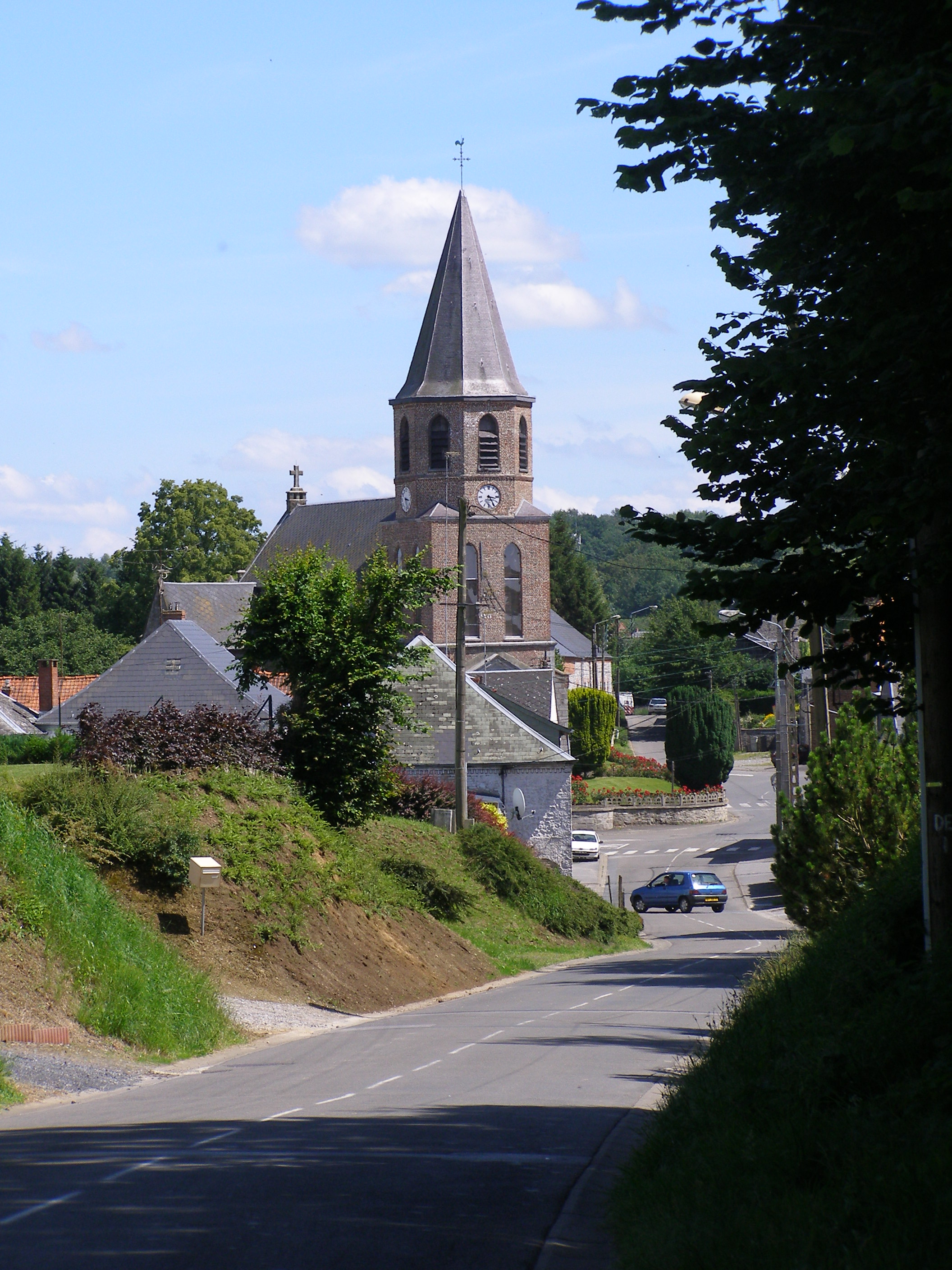
Kirche Saint-Amand in der Ortschaft Colleret
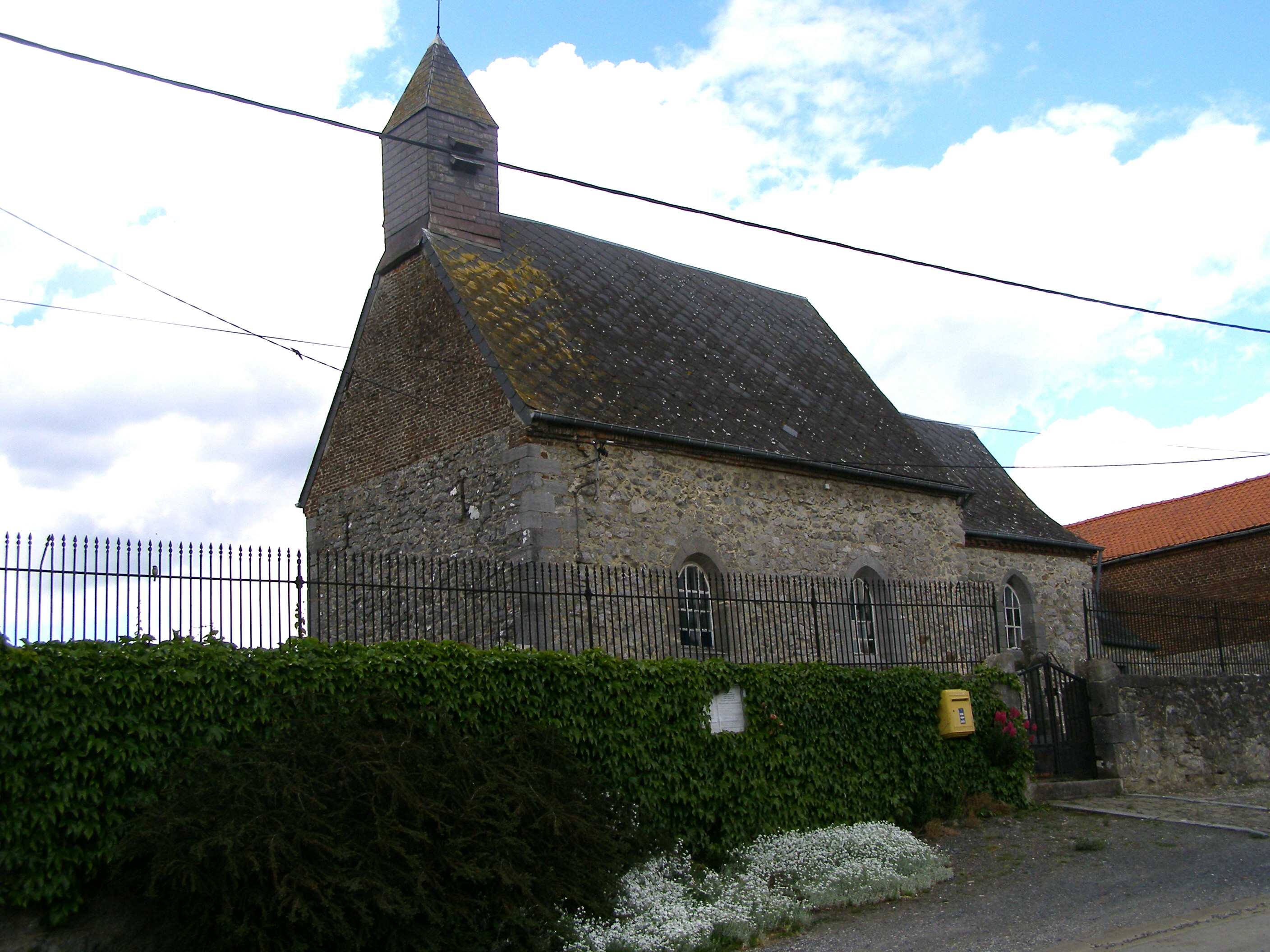
Kapelle Saint-Roch
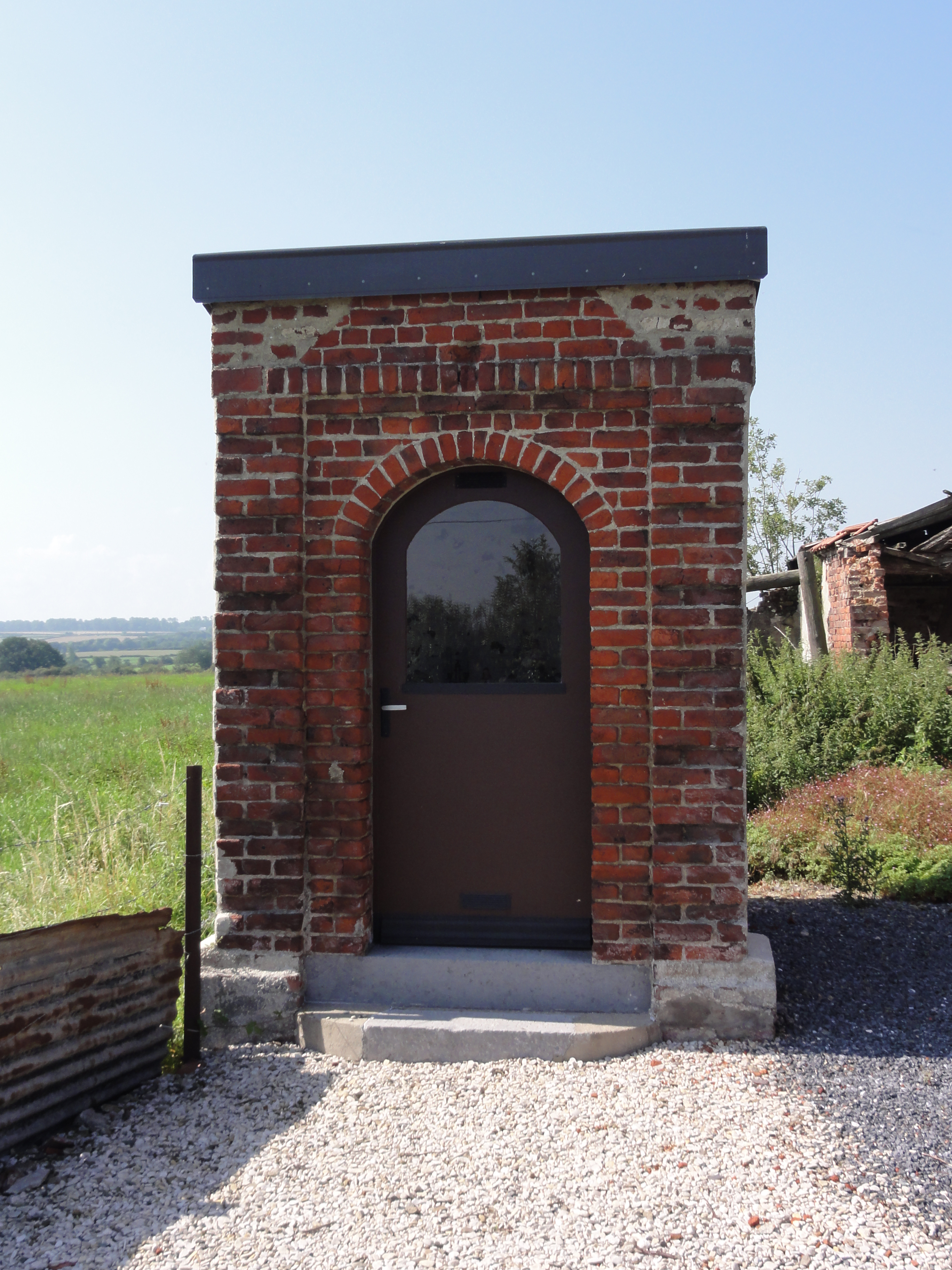
Kapelle Notre-Dame-de-Bon-Conseil
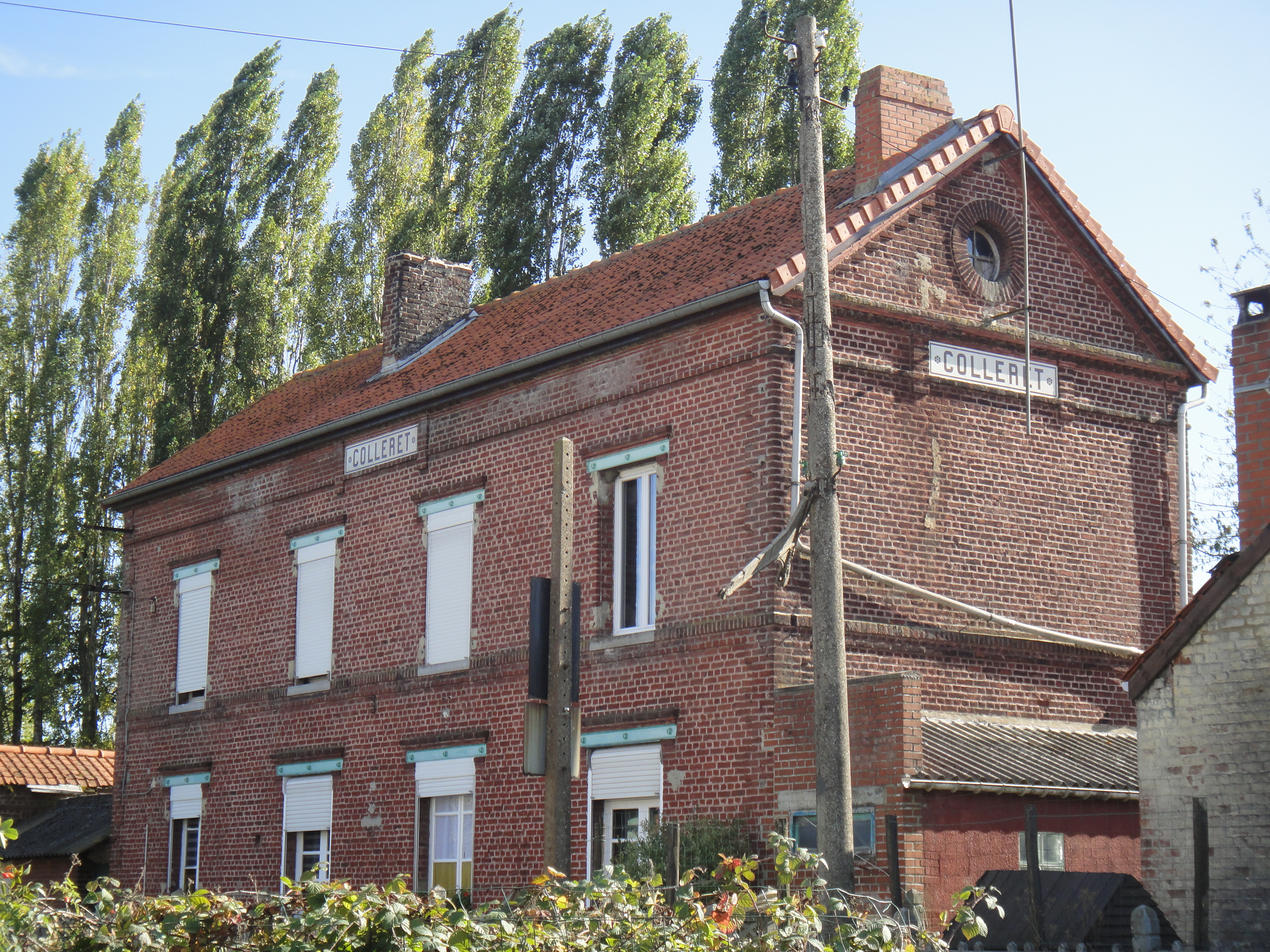
Bahnhof Colleret